# U-Bahnhof Güntzelstraße

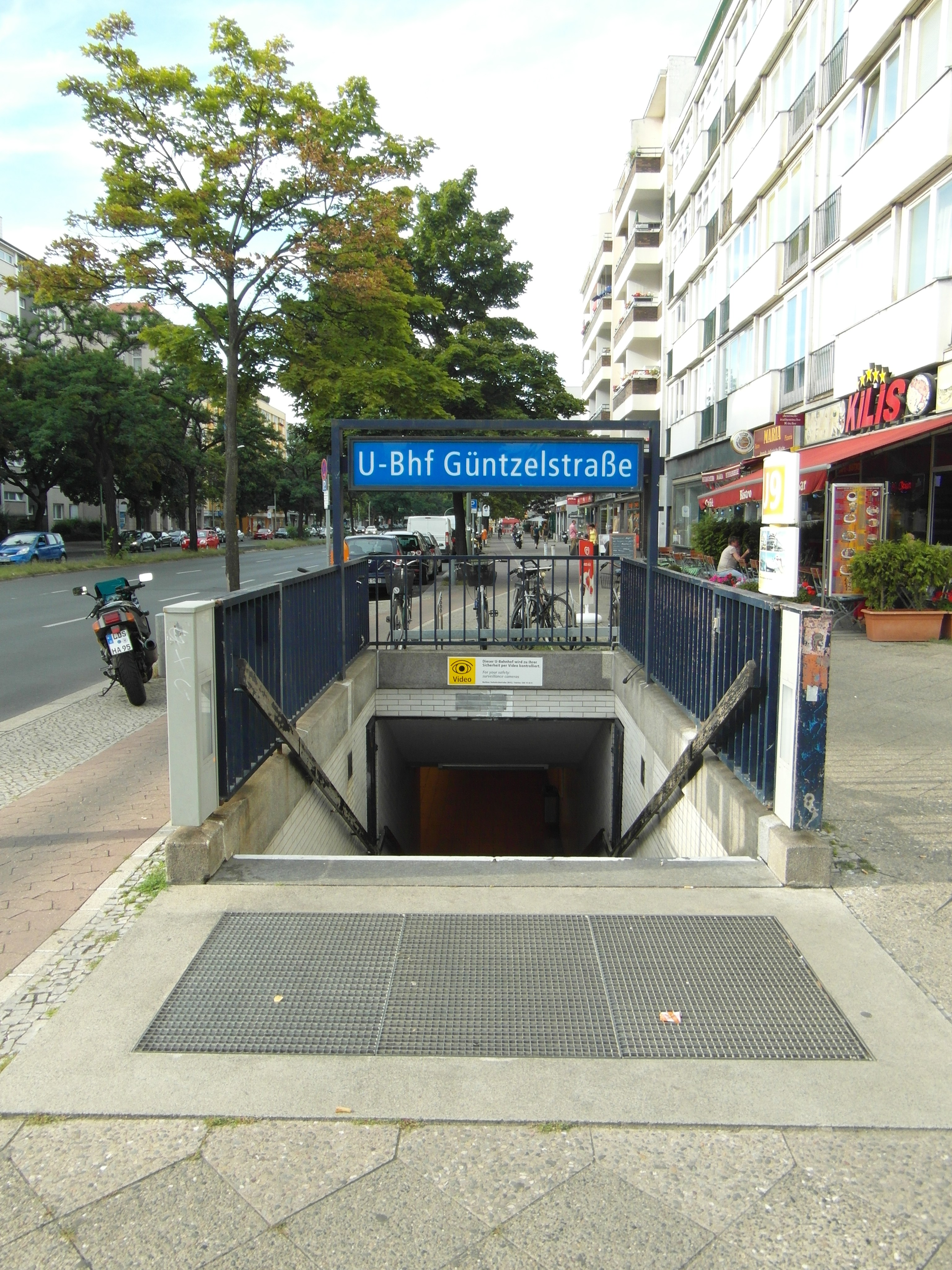
Bahnhofseingang in der Bundesallee

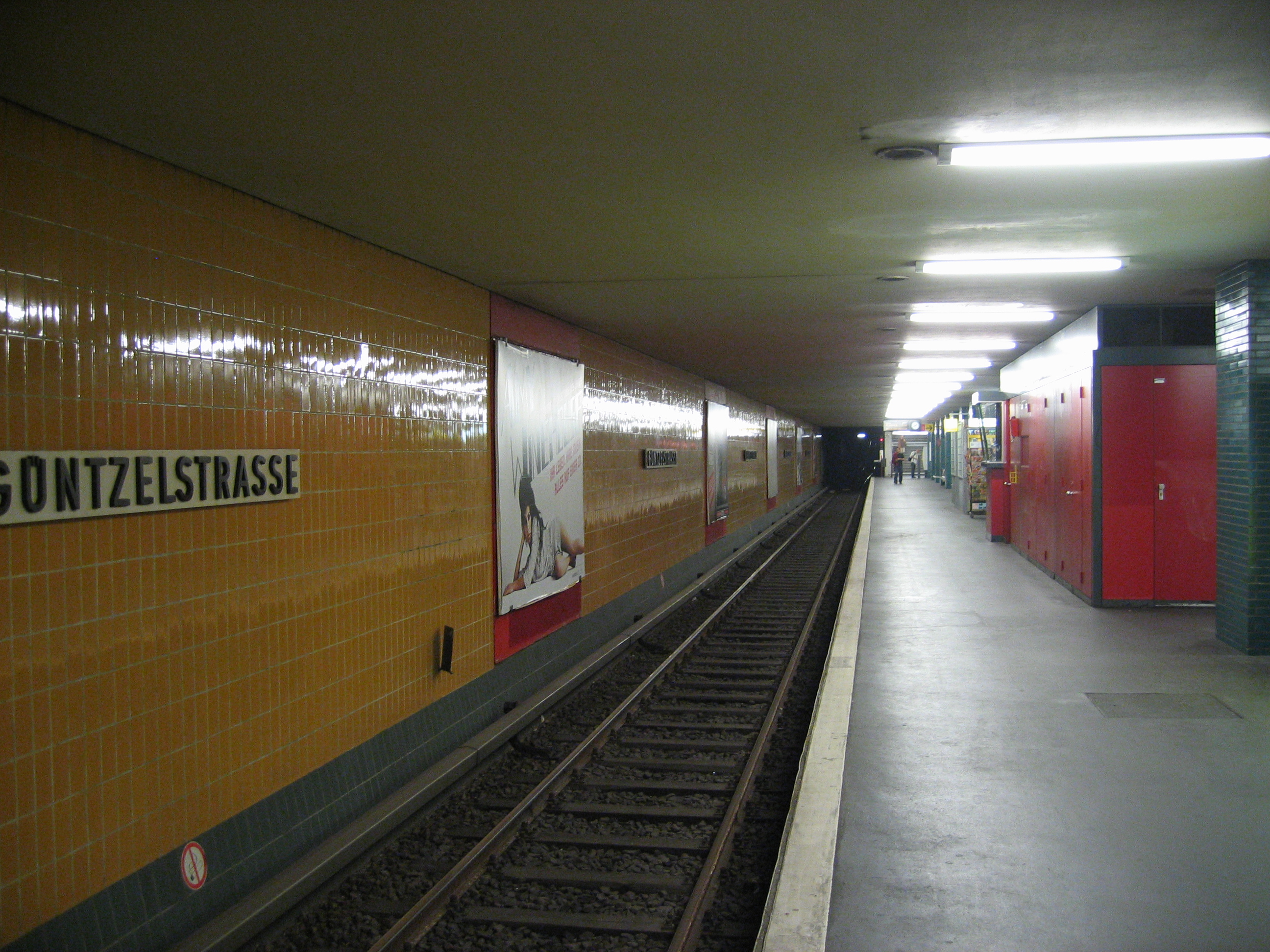
Bahnsteig

Der U-Bahnhof Güntzelstraße ist ein im Januar 1971 eröffneter Bahnhof der Linie U9 der Berliner U-Bahn und befindet sich unter der Bundesallee zwischen den Kreuzungen mit der Güntzel- und Trautenaustraße im Ortsteil Wilmersdorf des Bezirks Charlottenburg-Wilmersdorf.
Im Bahnhofsverzeichnis der BVG trägt der Bahnhof die Bezeichnung Gt. Er besitzt nur Roll- und Steintreppen zum Verlassen des Mittelbahnsteigs und gilt daher als nicht barrierefrei. Bis zum Jahre 2028 ist es geplant einen Aufzug zu installieren. Stand Januar 2025 befindet sich ein Aufzug im Bau, der bis 2028 fertiggestellt werden soll.
Die Bahnhofswände sind mit orangefarbenen Fliesen verkleidet, die Mittelstützen sind blaugrün, die Flachdecke weiß.
Benannt wurde die Güntzelstraße nach Bernhard Güntzel, der von 1886 bis 1892 Gemeindevorsteher der damals eigenständigen Gemeinde Deutsch-Wilmersdorf war.

## Anbindung
| Linie | Verlauf |
| ----- | --- |
|       | Osloer Straße – Nauener Platz – Leopoldplatz – Amrumer Straße – Westhafen – Birkenstraße – Turmstraße – Hansaplatz – Zoologischer Garten – Kurfürstendamm – Spichernstraße – Güntzelstraße – Berliner Straße – Bundesplatz – Friedrich-Wilhelm-Platz – Walther-Schreiber-Platz – Schloßstraße – Rathaus Steglitz |

Am U-Bahnhof besteht keine direkte Umsteigemöglichkeit zu anderen Linien des Berliner Nahverkehrs.